# 若井友希
若井 友希（わかい ゆうき、1995年10月30日 - ）は、日本の女性声優、アイドル、シンガーソングライター。アイドルグループ・i☆Risのメンバー。81プロデュース、エイベックス・ピクチャーズ所属。岐阜県出身。

## 来歴

### 生い立ち
元々シンガーソングライター志望であり、小さい頃からピアノを習っていた。その頃は外でも遊ぶ子供だったという。テレビアニメ『ポケットモンスター』には熱中して、主題歌集、サントラを買ってもらって聴いており、好きな曲は、松本梨香の「タイプ:ワイルド」。
小学6年生の時に一瞬だけアニメオタクだったことがあり、若井が好きだった男子がアニメ好きであり、『ひぐらしのなく頃に』を一緒に観ようよと誘われて、ホラーはその頃から好きで、舞台が生まれの岐阜県だったため、引きこまれたという。
その後は『BLEACH』も好きで、日番谷冬獅郎のファンになり、公式サイトを調べていたところ、朴璐美が演じていることを知り、「男性キャラを女性が演じることがあるんだ」と声優に興味を持つ。

### キャリア
子供の頃から歌うことが好きであり、中学2年生の時にエイベックスが主催するキッズコンテスト「キラチャレ」に応募していたところ、グランプリをもらい、翌年からエイベックスの養成所に通っていた。そこで「声優に興味あるか？」と誘われ、アニソン・ボーカルオーディションを受け、i☆Risとしてデビューした。ソロ名義のシングル「Destiny Sky」でi☆Risと同時にソロデビューを果たしている。2013年放送のアニメ『キングダム』で声優デビュー。
2016年、第10回声優アワードにて、i☆Risの一員として歌唱賞を受賞。

## 人物・エピソード
SKE48の高柳明音は『アニメージュ』での対談をきっかけに仲が良い。
i☆Risメンバーがパーソナリティを務めるラジオ番組「i☆Ristation‼︎」で自分だけあだ名がないことに触れ、番組内で募集をし、その後「わかちー」に決まった。
幼い頃、習い事としてピアノのほか、水泳を習っている。また、地域の合唱団にも参加していた。
小学生の頃、男子に混ざり木登りをし、木から落ち、腕を骨折している。
i☆Ris加入前に愛知県名古屋市でストリートライブを経験している。当時、高校生だったため、制服のまま電子ピアノを担いで電車乗り、目立っていたという。ユニットだったが、作詞・作曲して歌っていたという。
一人っ子である。

### 特色
「友希」名義で作詞・作曲も行う。
テレビアニメ『プリパラ』ではレオナ・ウェスト役を演じていたが、レオナの登場はもっと後で、当初は収録現場見学だけだったことから、「みんな頑張ってるな～」と感心していたという。レオナ役は一番長く演じている役で、「大切な『宝』みたいな存在」と語る。自分とは真逆の大人しい子だと思っていたところ、周囲を俯瞰で見るところが自分と近く「出会うべくして出会った役かも」と思うと、自然体で演じられるようになった。『プリパラ』に登場する役の中でも一番だと思うくらい優しく邪気がなく、良心の塊で憧れであり尊敬する人物だと語る。
テレビアニメ『八十亀ちゃんかんさつにっき』の只草舞衣役のオーディションで、岐阜県出身にして役のイメージに合致する事で選出された。

### 趣味・嗜好
特技はピアノ弾き語り、歌唱。趣味はピアノ、ギター、作詞作曲。ライブでもピアノ演奏を披露している。好きなアニメソングはきただにひろしの「ウィーアー!」。
推しは小学生の頃より憧れである元AAAの伊藤千晃と述べている。
ディズニーが好きで、推しのキャラクターはドナルドダック。

### i☆Risとして
エイベックスと81プロデュースがタッグを組んで開催した「アニソン・ヴォーカルオーディション」の合格者6名で結成されたユニット、i☆Risのメンバーとして活動している。ユニット内でのイメージカラーはレッド、チャームポイントは身長、手脚が長い。
前述のとおり、シンガーソングライター志望だったが、「まずはi☆Risとしてがんばってみよう」と思い、グループデビューするとわかった瞬間も面白くなってしまったという。その時は、「このオーディションに受からなかったらもうチャンスはないかも」と思っており、崖っぷちで、「なんでもやります!」という感じであったという。オーディションに合格した時は、1人でうまくやれるのか、少し不安だったため、「グループのほうが安心できる」とも思い、唯一声優の仕事があることには引っかかっていたという。
合格者がエイベックス本社に集められた日にエイベックスのビルに入ったところで久保田未夢に会ったという。当時の久保田は「オタクの女の子」というオーラを全身から発し、母と一緒にいたため、若井は「もしや」と思い、「アニソン・ヴォーカルオーディションの合格者の方ですか？」と話しかけていた。その時に久保田は小声で「そうです」と若井は「ああ、合格者は私ひとりじゃなかったんだ」と思っていたという。当時は会議室に通されていたが、後からメンバーが来て、人数が増えていき、「いったい全部で何人来るの？ 」と思っていたという。また最初の顔合わせの時に「どうやらほかのメンバーはみんなアニメが大好きでこの世界にきたらしい」ということに気付いた。その時は、ロングの髪の毛に厚底サンダルとショートパンツで、ギャルだったことからザ・エイベックスの風貌であったという。
結成当初、芹澤優に「優はボブキャラでいくから」と一方的に言われたという。
デビュー前の合宿の時は声優のレッスンが大変であった。その時は皆はアニメの話をしていたが、あまりアニメの知識がなかったため、会話についていけなかった。「何の話してるのかな?」と思いながら、自分だけ一歩遅れている気がして焦っていたという。
山北早紀や芹澤は声優の専門学校にも通い、久保田はアニメに詳しかったが、若井だけ違っていたことから「どうしようかなあ」と思っていた。好きなアニメは『ポケットモンスター』と『ONE PIECE』くらいであり、当時はそこが不安だったという。
しかし、「誰に対してもイヤだな」というのはなく、「優ってトンガってるなあ」のようなことは思っていたが、打ち解けてみればそんなことはなかったが、「この子、性格キツイのかな」と思い、メンバー間に温度差があったのは少し気になっていた。特に久保田は「別にテレビとかには出なくても」と言っており、若井は逆に表舞台に立ちたいことから養成所にまで通っていたため、悩んでいたものの、活動していくうちに、皆「もっとみんなの目に触れる存在になりたい」と考えに変わってきたことから「アイドルもやれば声優もやるi☆Risはきっとどこにもないグループになれるな」とスッキリできたという。
2013年4月8日から行われていたTwinBox AKIHABARAの毎週月曜日の定期ライブの時は毎週月曜に休んでいたことから教師から「もうこれ以上休めないよ」と言われた。ライブが終わってからだと終電に間に合わないことから翌日の始発の新幹線に乗り、岐阜県の学校に通う生活をしていた。このことについて「よくやってたな」と語る。
そのマインドが変わったきっかけはメンバー全員が主要キャラを演じるテレビアニメ『プリパラ』が放送を開始したのが大きかった。前述のTwinBox AKIHABARAの定期ライブを終えた後、静かにそのライブを観く若井たちを観に来てくれたアニメファンの人物と盛り上がり重視だったアイドルファンの人物が喧嘩になり、そのファンたちと若井たちとスタッフで話し合いをしたことがあった。『プリパラ』に出演後はアニメファンがアイドルライブの楽しみ方を知ってくれるようになり、アイドルファンは「アニメって面白いじゃん」と思ってくれるようになった。デビュー当時から「i☆Risがアニメファンとアイドルファンをつなぐ虹の架け橋になれたら」と言い続けていたが、『プリパラ』放送開始後に叶ったことから、メンバーの中に「ちゃんと見てもらってるんだ」という意識が芽生えたと語る。
『プリパラ』の放送が始まって1ヵ月後くらいに開催された『あに☆ぱら〜anime paradice〜』が印象に残っており、それまではアニメ関連のイベントに出場しても、「i☆Risって誰だろう？」のようなアウェイ感に包まれていたという。オープニングでi☆Risの文字がスクリーンに映し出されただけで、客から「ワァー」と歓声が上がり、楽屋でオープニングを見て「歓声が出てるけど、どういうこと？」と信じられない気持ちになっていたという。
ソロ志望だったが、デビュー当時からグループのあるべき姿を探っていたわけであり、スタッフにも「もともと興味がなかった分野をしっかり楽しめてるのがエラい」と褒められた。ソロではないことを割り切るには結構時間がかかった気もしていたが、2016年時点では「私はこういう人生を行くべきだったんだな」と本心から思えていたという。
前述のとおりソロデビューをしていたため、最初から納得できなかったわけではなかったものの、本心から割り切れたのは2016年時点に入るか入らないかくらいだった。『プリパラ』の放送が始まった頃から皆個人の仕事も増えてステップアップしていたが、最初にソロデビューしたこともあり、「1人だけあまりステップアップできていないんじゃないか」と焦ってたという。
2015年末から2016年の頭にその焦りを解決でき、スタッフのアドバイスもあり、2016年時点で自分がやりたいことと、実現するためにやるべきことを整理をしていた。やりたいことと、準備しなくてはいけないことを書き出し、そのメモを見ていたところ「いつか結果が出ることを信じて、今やらなきゃいけないことをしっかりやっていこう」と冷静になったという。
2016年時点で準備していることは詞と曲を書き貯めることである。やりたいことを実現できていないということは、「準備をする時間がある」ということであることから、「今のうちにやっておかなきゃ」と思っており、時間を有効活用するようにはしているという。
個人としても目標にしていた2016年の日本武道館でのライブは達成感しかなく嬉しく、ステージに立ちながら「見よ、この景色!」、「武道館に立ってるよ!」と心の中で叫んでいたという。
茜屋日海夏によるとi☆Risでのポジションは「子供」と例えている。
若井曰くi☆Risにとって転機となった曲は『Make it!』、若井自身にとって転機となった曲は『幻想曲WONDERLAND』を挙げている。

## 出演
太字はメインキャラクター。

### テレビアニメ
2013年
- キングダム（側女）

2014年
- デュエル・マスターズVS（2014年 - 2017年、、マリ〈マリニャン〉、負太、ユリ、バサラ〈幼少期〉、幼いチューやん 他） - 3シリーズ
- プリパラ（2014年 - 2017年、レオナ・ウェスト、女の子）
- ハナヤマタ（山ノ下祥子、生徒）

2015年
- GATE 自衛隊 彼の地にて、斯く戦えり（少女）

2016年
- 魔法少女なんてもういいですから。（ミトン） - 2シリーズ
- ハンドレッド（女生徒）
- 双星の陰陽師（2016年 - 2017年、珠洲）

2017年
- アイドルタイムプリパラ（2017年 - 2018年、レオナ・ウェスト、すず、おばちゃん、パック）
- 笑ゥせぇるすまんNEW（物餅豊）
- 賭ケグルイ（2017年 - 2019年、皇伊月） - 2シリーズ
- 縁結びの妖狐ちゃん
- ラブライブ!サンシャイン!!（函館の同級生）
- ブレンド・S（女子高生）

2018年
- BEATLESS（村主オーリガ） - 2シリーズ
- キラッとプリ☆チャン（2018年 - 2021年、緑川さら、赤白クローバー、ロボ）

2019年
- ピアノの森（パン・ウェイ〈少年〉、オレーシャ・ユシェンコ）
- 賢者の孫（マリア＝フォン＝メッシーナ）
- 八十亀ちゃんかんさつにっき（2019年 - 2022年、只草舞衣） - 4シリーズ
- KING OF PRISM -Shiny Seven Stars-（西園寺ゆらり）
- フルーツバスケット（2019年 - 2020年、不良三人組） - 2シリーズ
- 歌舞伎町シャーロック（2019年 - 2020年、ライチ、女性）

2020年
- トミカ絆合体 アースグランナー（2020年 - 2021年、チャンバー）
- GREAT PRETENDER（マリー）
- ラブライブ!虹ヶ咲学園スクールアイドル同好会（2020年 - 2022年、色葉） - 2シリーズ

2021年
- ブラッククローバー（グレイの義姉）
- やくならマグカップも（成瀬直子） - 2シリーズ

2022年
- てっぺんっ!!!!!!!!!!!!!!!（城ヶ崎ひかり）
- 連盟空軍航空魔法音楽隊ルミナスウィッチーズ（グレイスの部下B、男の子、村の子供）

2023年
- ヴィンランド・サガ（子供、侍女）
- てんぷる（神奈ユウキ）
- BEYBLADE X（2023年 - 2025年、チョー・パン、患者）

2024年
- Unnamed Memory（サイエ）
- NINJA KAMUI（エマ・サマンダ、アスカ）
- グレンダイザーU（子供A、ローマ市民D、子供B、ベガ軍オペレーター）
- 僕の妻は感情がない（マモル）

2025年
- プリンセッション・オーケストラ（空野りく）
- ウィッチウォッチ（霧生見晴）

### 劇場アニメ
- プリパラシリーズ（2015年 - 2025年、レオナ・ウェスト[66][67][68][69][70]） - 6作品
- KING OF PRISM -PRIDE the HERO-（2017年、歓声）
- ラブライブ!サンシャイン!! The School Idol Movie Over the Rainbow（2019年、女子生徒）
- KING OF PRISM ALL STARS -プリズムショー☆ベストテン-（2020年、観客）
- i☆Ris the Movie - Full Energy!! -（2024年、若井友希[71]）

### OVA
- エリートジャック!!（2014年、坂本さん） - ちゃお9月号付属DVD[72]

### Webアニメ
- 矢場とんオリジナルアニメ「大須のぶーちゃん」（2019年[73]）
- ころころコロニャ（2019年 -、ぱりぴちゃん[74]）
- 彼女は歌う、だから僕は。（2020年、奏[75]） - 「友希」名義で音楽も担当。
- おしえて北斎! -THE ANIMATION-（2021年、狩野カノン[76] / リトルカノン）
- アイドルランドプリパラ（2021年、レオナ・ウェスト）
- 爆丸エボリューションズ（2022年 - 2023年、リッチ〈ブルー〉）
- 鎮西八郎為朝 (アニメ)（2022年 - 2023年、侍女、為朝の子供）
- BULLET/BULLET（2025年、ガッチャ[初出 1]、リン[77][初出 16]）

### ゲーム
2013年
- メタルマックス4 〜月光のディーヴァ〜（ボタン）

2014年
- プリパラ（レオナ）

2015年
- ウチの姫さまがいちばんカワイイ（熱帯魚姫）
- 俺タワー -Over Legend Endless Tower-（チッパー、ノギス、引き込みクレーン式アンローダー）
- 小林が可愛すぎてツライっ!! ゲームでもキュン萌えMAXが止まらないっ(*´ェ`*)（トモちゃん）

2016年
- SOUL REVERSE ZERO（アリアドネ、カサンドラ、カーミラ、フラウ・ゴーテル）

2017年
- 幻想少女（システム案内）
- ミトラスフィア（女騎士、お嬢様）

2018年
- フューチャーカード バディファイト 誕生!オレたちの最強バディ!（空峰翔太）
- プリパラ オールアイドルパーフェクトステージ!（レオナ・ウェスト）
- ポポロクロイス物語 ナルシアの涙と妖精の笛（カエデ）
- キラッとプリ☆チャン（さら）
- 賭ケグルイ チーティングアロード（皇伊月）
- SHOW BY ROCK!!（ワカリリン）

2019年
- グランドサマナーズ（キサラギ）

2020年
- 22/7 音楽の時間（文野ミコ）
- Root Film ルートフィルム（青戸美絵）
- タベオウジャ（ユニケイク）

2021年
- LUNARiA -Virtualized Moonchild-（百々咲こん）

2023年
- ワールドダイスター 夢のステラリウム（阿岐留カミラ）
- アイドルランドプリパラ（レオナ・ウェスト）

2024年
- 学園アイドルマスター（2024年 - 2025年、ダンストレーナー、藍井撫子）
- 逆転オセロニア（オキクルミ〈2代目〉）

2025年
- シャインポスト Be Your アイドル（南崎湊）

### ドラマCD
- エビアンワンダーREACT（2014年、子供、村人） - コミックス「エビアンワンダーコンプリート」特別付録ドラマCD[98]
- 第38期 藍本女子高等学校生徒会活動日誌 あいぽん（2014年 - 2015年、花岡みずほ） - i☆Ris 2nd Anniversary Live〜Dream Evolution〜入場者に配布された非売品、漫画単行本の付属ドラマCD

### 吹き替え

#### 映画
- ジュラシック・アイランド（2015年、ルーカス）
- 炎のドラゴンと秘密の少女（2021年、モーティマー〈イーヴェル・アウンヴ・サンダムーサ〉）

#### アニメ
- バンピリーナとバンパイアかぞく（ポピー）
- サーフズ・アップ2（タンクの生徒）
- ミッキーマウスとロードレーサーズ（パック）

### ラジオ
※はインターネット配信。
- A&G ARTIST ZONE i☆Risの2h（2013年 - 2014年、超!A&G+※）※i☆Risメンバーによる交代制パーソナリティ[99]
- DIVEⅡStation NewGenerations!（2014年、文化放送） - 11月度パーソナリティ
- ナガオカ×スクランブル（2015年、CBCラジオ） - 2015年10月マンスリーコメントゲストMC
- 若井友希のアニラジステーションやお!（2014年 - 、ぎふチャンラジオ ）
- BEATLESS〜はっく・ざ・らじお〜（2018年、MBSラジオ）[100]
- およしちゃんのバンめし♪おくれんかな？（2018年、FM GIFU）[101]
- やくならマグカップも〜織部学園放送室〜（2021年、CBCラジオ）[102]
- 高柳明音・若井友希のやおだがね !（2022年3月30日 - 、CBCラジオ） - チュウモリ水曜日 酒井直斗のラジノート内でオンエア
- アッパレやってまーす!火曜日（2023年4月11日 - 2024年4月16日、MBSラジオ）

### テレビ番組
※はインターネット配信。
- i☆Risと一緒に夜食を食べよう！（2015年、ニコニコ生放送※）
- 気ままに9129大合奏！Byスッポン放送（2015年、ニコニコ生放送※）
- THEカラオケ★バトル（2019年、テレビ東京）
- 声優×スマホで全部撮ってみた（2019年、テレビ愛知）
- ガチi☆Ris（2019年 - 、ニコニコチャンネル※）[103]

### 舞台
- ライブミュージカル「プリパラ」み〜んなにとどけ！プリズム☆ボイス（2016年2月4日 - 7日、Zeppブルーシアター六本木） - レオナ・ウェスト 役[104]
- ライブミュージカル「プリパラ」み〜んなにとどけ！プリズム☆ボイス2017（2017年1月26日 - 29日、Zeppブルーシアター六本木） - レオナ・ウェスト 役[105]
- ナナステ☆SUITEVE STORY'S〜飛鳥と鳥かご〜（2019年11月13日 - 14日、17日、新宿村LIVE）　- 紫式部　役
- 朗読劇「夢から醒めない夢を見よ。」（2024年9月10日、シアター・アルファ東京）[106]

### オーディオブック
- 勇者と勇者と勇者と勇者（2019年、ネネ[107]）
- クラスメイトが使い魔になりまして 1～2（2020年 - 2021年、近衛美砂、幼少期の想太[108][109]）
- 青春絶対つぶすマンな俺に救いはいらない。（2021年[110]、矢野真澄 ほか[111]）
- コワモテの巨人くんはフラグだけはたてるんです。（2021年、桃ノ森ももり[112]）
- ふぉーくーるあふたー（2021年、地平遥[113]）

### その他コンテンツ
- 岐阜市信長公450プロジェクト応援大使（2017年）
- ファミリーマートテレビCM「ファミペイ 使えば使うほどおトク篇」（2021年[114][115]）
- 学園アイドルマスター「はつみちゃんのキラっと☆プロデュース教室」（2024年、はつみちゃん[116]）

## ディスコグラフィ

### シングル
|        | 発売日        | タイトル    | 規格品番     | 規格品番   | 備考                                                     |
| CD+DVD | 発売日        | タイトル    | CD           |            | 備考                                                     |
| ------ | ------------- | ----------- | ------------ | ---------- | -------------------------------------------------------- |
| 1st    | 2012年11月7日 | Destiny Sky | AVCA-49963/B | AVCA-49964 | テレビアニメ『キングダム 第1シリーズ』エンディングテーマ |

### 配信シングル
全て「友希」名義。
|      | 配信日         | タイトル                 |
| ---- | -------------- | ------------------------ |
| 1st  | 2021年12月15日 | No more                  |
| 2nd  | 2022年1月12日  | YOLO！                   |
| 3rd  | 2022年2月9日   | リナリア                 |
| 4th  | 2022年3月23日  | Beautiful sky            |
| 5th  | 2022年10月12日 | Lost                     |
| 6th  | 2022年10月19日 | ファンデーション         |
| 7th  | 2023年10月4日  | ブルーガール             |
| 8th  | 2023年12月6日  | 7cm                      |
| 9th  | 2024年8月16日  | ハッピーになって死にたい |
| 10th | 2024年10月23日 | ティント                 |

### 配信アルバム
全て「友希」名義。
|     | 配信日        | タイトル                   |
| --- | ------------- | -------------------------- |
| 1st | 2023年9月27日 | 友希 1st live tour -Heart- |

### 歌手参加作品
| 発売日         | 商品名                                        | 歌                  | 楽曲            | 備考                                                                                |
| -------------- | --------------------------------------------- | ------------------- | --------------- | ----------------------------------------------------------------------------------- |
| 2013年11月20日 | WONDERLAND                                    | 若井友希 from i☆Ris | 「Last Moment」 | テレビアニメ『義風堂々!! 兼続と慶次』エンディングテーマ                             |
| 2014年4月9日   | maimai GreeN + HALFPIPE TOKYO/JOYPOLIS Vol.02 | RAMM feat. 若井友希 | 「Heartbeats」  | ゲーム『maimai GreeN PLUS』使用曲 東京ジョイポリス『ハーフパイプ トーキョー』使用曲 |

### キャラクターソング
| 発売日         | 商品名 | 歌 | 楽曲 | 備考                                                                                           |
| -------------- | --- | --- | --- | ---------------------------------------------------------------------------------------------- |
| 2014年9月3日   | キミに武器武器Love | 腹の色真っ黒ーバーX | 「キミに武器武器Love」 | テレビアニメ『デュエル・マスターズ VS』第19話挿入歌                                            |
| 2014年9月10日  | コドクシグナル | Need Cool Quality | 「コドクシグナル」 | テレビアニメ『ハナヤマタ』挿入歌                                                               |
| 2014年9月10日  | コドクシグナル | Need Cool Quality | 「THUNDER,RAIN,涙の行方」 | テレビアニメ『ハナヤマタ』関連曲                                                               |
| 2015年2月11日  | プリパラ アイドルソング♪コレクション byシオン&ドロシー&レオナ                                                                  | Dressing Pafé | 「No D＆D code」 | テレビアニメ『プリパラ』挿入歌                                                                 |
| 2015年2月11日  | プリパラ アイドルソング♪コレクション byシオン&ドロシー&レオナ                                                                  | Dressing Pafé | 「CHANGE! MY WORLD」 | テレビアニメ『プリパラ』挿入歌                                                                 |
| 2015年4月2日   | プリパラ ヘッドフォン&プリパラゲームミュージックコレクション プレミアムセット 付属CD「プリパラゲームミュージックコレクション」 | Dressing Pafé | 「ガムシャランホイ」 | ゲーム『プリパラ』関連曲                                                                       |
| 2015年6月17日  | プリパラ☆ミュージックコレクション                                                                                              | SoLaMiDressing | 「Love friend style」 「Realize!」 | テレビアニメ『プリパラ』挿入歌                                                                 |
| 2015年6月17日  | プリパラ☆ミュージックコレクション                                                                                              | SoLaMiDressing&Falulu | 「Make it!」 | テレビアニメ『プリパラ』挿入歌                                                                 |
| 2015年9月11日  | 劇場版プリパラ み〜んなあつまれ！プリズム☆ツアーズ テラコズミック☆スペシャルツアーセット 特典CD                                | SAINTS、SoLaMiDressing | 「Make it! -SAINTS & SoLaMiDressing ver.-」 | 劇場アニメ『劇場版プリパラ み〜んなあつまれ!プリズム☆ツアーズ』挿入歌                          |
| 2015年10月14日 | プリパラ ドリームソング♪コレクション -SUMMER-                                                                                  | ドレッシングふらわー | 「トンでもSUMMER ADVENTURE」 | テレビアニメ『プリパラ』挿入歌                                                                 |
| 2015年11月25日 | レインボウ・メロディー♪ | プリパラドリーム☆オールスターズ | 「レインボウ・メロディー♪」 | テレビアニメ『プリパラ』エンディングテーマ                                                     |
| 2015年11月25日 | レインボウ・メロディー♪ | SoLaMiDressing | 「ラッキー！サプライズ☆バースデイ –for Laala-」 | テレビアニメ『プリパラ』挿入歌                                                                 |
| 2016年6月22日  | プリパラ☆ミュージックコレクション season.2                                                                                     | ドレッシングふらわー | 「トンでもSUMMER ADVENTURE」 | テレビアニメ『プリパラ』挿入歌                                                                 |
| 2016年6月22日  | プリパラ☆ミュージックコレクション season.2                                                                                     | ドロシー・ウェスト（澁谷梓希）、レオナ・ウェスト（若井友希） | 「Twin mirror♥compact」 | テレビアニメ『プリパラ』挿入歌                                                                 |
| 2016年6月22日  | プリパラ☆ミュージックコレクション season.2                                                                                     | ふれんど〜る、セレパラ歌劇団 | 「アラウンド・ザ・プリパランド！」 | テレビアニメ『プリパラ』挿入歌                                                                 |
| 2016年9月30日  | 映画プリパラ み〜んなのあこがれ♪レッツゴー☆プリパリ Blu-ray 初回生産限定特装版 特典CD                                          | Dressing Pafé | 「ドリームパレード -Dressing Pafe Ver.-」 | 劇場アニメ『映画プリパラ み〜んなのあこがれ♪レッツゴー☆プリパリ』挿入歌                        |
| 2016年9月30日  | 映画プリパラ み〜んなのあこがれ♪レッツゴー☆プリパリ Blu-ray 初回生産限定特装版 特典CD                                          | プリパラ☆オールアイドル's | 「オールアイドル組曲 プリシャス♪」 | 劇場アニメ『映画プリパラ み〜んなのあこがれ♪レッツゴー☆プリパリ』挿入歌                        |
| 2016年11月23日 | Growin' Jewel! | SoLaMiDressing | 「Growin' Jewel!」 | テレビアニメ『プリパラ』エンディングテーマ                                                     |
| 2016年11月23日 | Growin' Jewel! | Dressing Pafé | 「Growin' Jewel!」 | テレビアニメ『プリパラ』エンディングテーマ                                                     |
| 2016年12月23日 | プリパラソング♪コレクション 1stステージ                                                                                        | 「ラン♪ for ジャンピン！」 | テレビアニメ『プリパラ』挿入歌 |                                                                                                |
| 2016年12月25日 | PriPara Music Collection vol.1                                                                                                 | レオナ（若井友希） | 「ガムシャランホイ」 「放課後ハートフルダッシュ」 | ゲーム『プリパラ』関連曲                                                                       |
| 2016年12月25日 | PriPara Music Collection vol.1                                                                                                 | シオン（山北早紀）、ドロシー（澁谷梓希）、レオナ（若井友希） | 「放課後ハートフルダッシュ」 | ゲーム『プリパラ』関連曲                                                                       |
| 2016年12月25日 | PriPara Music Collection vol.2                                                                                                 | シオン（山北早紀）、ドロシー（澁谷梓希）、レオナ（若井友希） | 「GoGo!プリパライフ」 | ゲーム『プリパラ』関連曲                                                                       |
| 2016年12月25日 | PriPara Music Collection vol.2                                                                                                 | レオナ（若井友希） | 「GoGo!プリパライフ」 「ハロハロフレンズ 」 | ゲーム『プリパラ』関連曲                                                                       |
| 2016年12月25日 | PriPara Music Collection vol.2                                                                                                 | らぁら（茜屋日海夏）、みれぃ（芹澤優）、そふぃ（久保田未夢）、シオン（山北早紀）、ドロシー（澁谷梓希）、レオナ（若井友希） | 「ハロハロフレンズ 」 | ゲーム『プリパラ』関連曲                                                                       |
| 2017年4月19日  | 劇場版プリパラ み〜んなでかがやけ！キラリン☆スターライブ！ SONG COLLECTION                                                     | スーパープリパラ☆オールアイドル's | 「ぷりぱら☆ララン」 | 劇場アニメ『劇場版プリパラ み〜んなでかがやけ！キラリン☆スターライブ！』挿入歌                 |
| 2017年6月30日  | プリパラ ULTRA MEGA MIX COLLECTION                                                                                             | SoLaMiDressing、ファルル（赤﨑千夏） | 「Make it!（90'S Pop Techno Remix）」 | テレビアニメ『プリパラ』関連曲                                                                 |
| 2017年6月30日  | プリパラ ULTRA MEGA MIX COLLECTION                                                                                             | Dressing Pafé | 「No D&D code（Y&Co. Hard Dance Remix）」 「CHANGE! MY WORLD（Blacklolita Future Bass Remix）」                                                                                            | テレビアニメ『プリパラ』関連曲                                                                 |
| 2017年6月30日  | プリパラ ULTRA MEGA MIX COLLECTION                                                                                             | ドレッシングふらわー | 「トンでもSUMMER ADVENTURE（Extra Drop Mix）」 | テレビアニメ『プリパラ』関連曲                                                                 |
| 2017年6月30日  | プリパラ ULTRA MEGA MIX COLLECTION                                                                                             | SoLaMiDressing | 「Love friend style（DJ Shimamura's Hardcore Rave Remix）」 | テレビアニメ『プリパラ』関連曲                                                                 |
| 2017年7月26日  | アイドル:タイム!! | SoLaMiDressing | 「アイドル:タイム!!」 | テレビアニメ『アイドルタイムプリパラ』エンディングテーマ                                       |
| 2017年8月25日  | 双星の陰陽師 Music Collection Album                                                                                            | 珠洲（若井友希） | 「激おこ☆Guilty」 「それはキ・ズ・ナ」 | テレビアニメ『双星の陰陽師』挿入歌                                                             |
| 2017年9月20日  | プリパラ☆ミュージックコレクション season.3                                                                                     | SoLaMi♡SMILE、Dressing Pafé、NonSugar、Tricolore、Gaarmageddon、UCCHARI BIG-BANGS | 「組曲フォーエバー☆フレンズ〜インターリュード〜「メモリーズ・メドレー」」 「組曲フォーエバー☆フレンズ〜第三楽章〜「My Friend, Dear Friend」 〜第四楽章〜「ウィー・アー・ザ・フレンズ！」」 | テレビアニメ『プリパラ』挿入歌                                                                 |
| 2017年12月8日  | プリパラ ULTRA MEGA MIX COLLECTION Vol.2                                                                                       | ドロシー（澁谷梓希）、レオナ（若井友希） | 「Twin mirror♥compact（Taku Inoue Future Remix）」 | テレビアニメ『プリパラ』関連曲                                                                 |
| 2017年12月8日  | プリパラ ULTRA MEGA MIX COLLECTION Vol.2                                                                                       | SoLaMiDressing | 「ラッキー！サプライズ☆バースデイ（Y&Co. 80's Factory Remix）」 | テレビアニメ『プリパラ』関連曲                                                                 |
| 2017年12月8日  | プリパラ ULTRA MEGA MIX COLLECTION Vol.2                                                                                       | ふれんど〜る、セレパラ歌劇団 | 「アラウンド・ザ・プリパランド！（DJ BOSS Cyber Remix）」 | テレビアニメ『プリパラ』関連曲                                                                 |
| 2017年12月10日 | GAME PriPara Music Collection vol.4                                                                                            | らぁら（茜屋日海夏）、みれぃ（芹澤優）、そふぃ（久保田未夢）、シオン（山北早紀）、ドロシー（澁谷梓希）、レオナ（若井友希） | 「Yeah!Yeah!☆IDOLPARTY」 | ゲーム『プリパラ』関連曲                                                                       |
| 2017年12月10日 | GAME PriPara Music Collection vol.4                                                                                            | レオナ（若井友希） | 「Yeah!Yeah!☆IDOLPARTY」 | ゲーム『プリパラ』関連曲                                                                       |
| 2018年1月26日  | プリパラ ULTRA MEGA MIX COLLECTION Vol.3                                                                                       | Dressing Pafé | 「ラン♪ for ジャンピン！（Blacklolita Bit Future Remix）」 | テレビアニメ『プリパラ』関連曲                                                                 |
| 2018年1月26日  | プリパラ ULTRA MEGA MIX COLLECTION Vol.3                                                                                       | SoLaMiDressing | 「Growin' Jewel!（Y&Co. 80's Eurobeat Remix）」 | テレビアニメ『プリパラ』関連曲                                                                 |
| 2018年1月26日  | プリパラ ULTRA MEGA MIX COLLECTION Vol.3                                                                                       | スーパープリパラ☆オールアイドル's | 「ぷりぱら☆ララン（DJ Noriken Hardcore Mix）」 | テレビアニメ『プリパラ』関連曲                                                                 |
| 2018年6月27日  | アイドルタイムプリパラ☆ミュージックコレクション                                                                                | Dressing Pafé | 「Get Over Dress-code」 | テレビアニメ『アイドルタイムプリパラ』挿入歌                                                   |
| 2018年6月27日  | アイドルタイムプリパラ☆ミュージックコレクション                                                                                | SoLaMiDressing | 「Memorial」 | テレビアニメ『アイドルタイムプリパラ』挿入歌                                                   |
| 2018年8月29日  | キラッとプリ☆チャン♪ソングコレクション〜1stチャンネル〜                                                                        | 赤城あんな（芹澤優）、緑川さら（若井友希） | 「Play Sound☆」 | テレビアニメ『キラッとプリ☆チャン』挿入歌                                                      |
| 2018年11月28日 | アイドルタイムプリパラ ULTRA MEGA MIX COLLECTION                                                                               | Dressing Pafé | 「Get Over Dress-code（Blacklolita Bit Future Remix）」 | テレビアニメ『アイドルタイムプリパラ』関連曲                                                   |
| 2018年11月28日 | アイドルタイムプリパラ ULTRA MEGA MIX COLLECTION                                                                               | SoLaMiDressing | 「Memorial（Y&Co. Eurobeat Remix）」 | テレビアニメ『アイドルタイムプリパラ』関連曲                                                   |
| 2018年12月5日  | キラッとプリ☆チャン♪ソングコレクション〜2ndチャンネル〜                                                                        | メルティックスター | 「COMETIC SILHOUETTE」 | テレビアニメ『キラッとプリ☆チャン』挿入歌                                                      |
| 2019年5月25日  | GAME Pri☆chan Music Collection vol.1                                                                                           | メルティックスター | 「チョコッティこちょハート」 | ゲーム『キラッとプリ☆チャン』関連曲                                                            |
| 2019年9月11日  | キラッとプリ☆チャン♪ミュージックコレクション                                                                                   | メルティックスター | 「寝ても覚めてもDREAMIN' GIRL」 | テレビアニメ『キラッとプリ☆チャン』挿入歌                                                      |
| 2019年9月11日  | キラッとプリ☆チャン♪ミュージックコレクション                                                                                   | ミラクル☆スター | 「キラッとスタート」 | テレビアニメ『キラッとプリ☆チャン』挿入歌                                                      |
| 2019年9月11日  | プロミス！リズム！パラダイス！                                                                                                 | ドロシー・ウェスト（澁谷梓希）、レオナ・ウェスト（若井友希） | 「Ha Cha Me Cha テレパシー」 | テレビアニメ『プリパラ』関連曲                                                                 |
| 2019年9月11日  | プロミス！リズム！パラダイス！                                                                                                 | PRI-Crew Friends | 「Crew-Sing! Friend-Ship♡」 | テレビアニメ『プリパラ』関連曲                                                                 |
| 2019年9月14日  | GAME Pri☆chan Music Collection vol.2                                                                                           | ミラクル☆キラッツ、メルティックスター | 「ハッピーピクニック」 「U.S.A」 | ゲーム『キラッとプリ☆チャン』収録曲                                                            |
| 2019年12月11日 | キラッとプリ☆チャン♪ソングコレクション〜メルティックスターチャンネル〜                                                         | 緑川さら（若井友希） | 「My Secret heArtbeats」 | テレビアニメ『キラッとプリ☆チャン』挿入歌                                                      |
| 2019年12月11日 | キラッとプリ☆チャン♪ソングコレクション〜メルティックスターチャンネル〜                                                         | メルティックスター | 「La La Meltic StAr」 | テレビアニメ『キラッとプリ☆チャン』挿入歌                                                      |
| 2020年5月19日  | MERMAID LIVE ハイドラ-30楽曲全集                                                                                               | アビヤ（若井友希） | 「Crazy's Miracle」 | 沖スロ『ハイドラ-30』関連曲                                                                    |
| 2020年5月19日  | MERMAID LIVE ハイドラ-30楽曲全集                                                                                               | イハナ（茅原実里）、カナサ（安野希世乃）、イジ（徳井青空）、アビヤ（若井友希）、グテ（Daisy×Daisy）、ノーガ（遠藤瑠香）、ザン（栗生みな）、カーギ（持田千妃来） | 「約束の詩」 | 沖スロ『ハイドラ-30』関連曲                                                                    |
| 2020年6月24日  | キラッとプリ☆チャン♪ミュージックコレクション Season.2                                                                          | オール☆ジュエルアイドルズ | 「ダイヤモンドスマイル」 | テレビアニメ『キラッとプリ☆チャン』挿入歌                                                      |
| 2020年11月18日 | - | ChouChou | 「永遠はいらない」 | ゲーム『22/7 音楽の時間』関連曲。ゲーム内では11月1日に実装され、11月18日にダウンロード販売開始 |
| 2020年12月2日  | キラッとプリ☆チャン♪ソングコレクション〜from MELODY FANTASY〜                                                                  | メルティックスター | 「Merry Merry Fantasia!」 | テレビアニメ『キラッとプリ☆チャン』挿入歌                                                      |
| 2021年4月21日  | 扉を開けたら | MUG-MO | 「扉を開けたら」 | テレビアニメ『やくならマグカップも』オープニングテーマ                                         |
| 2021年4月21日  | 扉を開けたら | MUG-MO | 「Let's try it!!」 「扉を開けたら 〜MUG-MO全員ver.〜」 | テレビアニメ『やくならマグカップも』関連曲                                                     |
| 2021年6月1日   | 扉を開けたら（成瀬直子 ver.）                                                                                                  | 成瀬直子（若井友希） | 「扉を開けたら」 | テレビアニメ『やくならマグカップも』関連曲                                                     |
| 2021年6月23日  | キラッとプリ☆チャン♪ソングコレクション 〜 from PRI☆CHAN LAND 〜                                                                | ミラクル☆スター | 「One Heart」 | テレビアニメ『キラッとプリ☆チャン』エンディングテーマ                                          |
| 2021年10月6日  | 夢中の先へ | MUG-MO | 「夢中の先へ」 | テレビアニメ『やくならマグカップも 二番窯』オープニングテーマ                                  |
| 2021年10月6日  | 夢中の先へ | MUG-MO | 「君のそばに」 「夢中の先へ 〜MUG-MO全員ver.〜」 | テレビアニメ『やくならマグカップも 二番窯』関連曲                                              |
| 2021年10月27日 | 夢中の先へ（成瀬直子ver.） | 成瀬直子（若井友希） | 「夢中の先へ」 | テレビアニメ『やくならマグカップも 二番窯』関連曲                                              |
| 2022年8月17日  | てっぺんっ天国 〜TOP OF THE LAUGH!!!〜                                                                                         | てっぺんっオールスターズ | 「てっぺんっ天国 〜TOP OF THE LAUGH!!!〜」 | テレビアニメ『てっぺんっ!!!』オープニングテーマ                                                |
| 2023年11月13日 | 夢のステラリウム | 鳳ここな（石見舞菜香）、静香（長谷川育美）、カトリナ・グリーベル（天城サリー）、新妻八恵（長縄まりあ）、柳場ぱんだ（大空直美）、流石知冴（佐々木李子）、千寿暦（鳥部万里子）、ラモーナ・ウォルフ（田中美海）、王雪（花井美春）、リリヤ・クルトベイ（安齋由香里）、与那国緋花里（下地紫野）、千寿いろは（岡咲美保）、白丸美兎（近藤玲奈）、阿岐留カミラ（若井友希）、猫足蕾（芹澤優）、本巣叶羽（赤尾ひかる）、連尺野初魅（葵井歌菜）、烏森大黒（Lynn）、舎人仁花子（斉藤朱夏）、萬容（山村響）、筆島しぐれ（吉岡麻耶） | 「夢のステラリウム」 | ゲーム『ワールドダイスター 夢のステラリウム』関連曲                                            |
| 2024年4月24日  | ゲームアプリ『ワールドダイスター 夢のステラリウム』VocalAlbum Vol.3「デアエ・エクス・マキナ！」                                | 千寿いろは（岡咲美保）、白丸美兎（近藤玲奈）、阿岐留カミラ（若井友希）、猫足蕾（芹澤優）、本巣叶羽（赤尾ひかる） | 「デアエ・エクス・マキナ！」 「きらり！マジカリュー・スマイル！」 「夢のステラリウム」 | ゲーム『ワールドダイスター 夢のステラリウム』関連曲                                            |
| 2024年4月24日  | ゲームアプリ『ワールドダイスター 夢のステラリウム』VocalAlbum Vol.3「デアエ・エクス・マキナ！」                                | 阿岐留カミラ（若井友希） | 「Get to Act Life♡」 | ゲーム『ワールドダイスター 夢のステラリウム』関連曲                                            |
| 2024年4月24日  | ゲームアプリ『ワールドダイスター 夢のステラリウム』VocalAlbum Vol.3「デアエ・エクス・マキナ！」                                | 猫足蕾（芹澤優）、阿岐留カミラ（若井友希） | 「サマーバカンス☆アクトレス！」 「電脳スペクタクル」 | ゲーム『ワールドダイスター 夢のステラリウム』関連曲                                            |
| 2024年4月24日  | ゲームアプリ『ワールドダイスター 夢のステラリウム』VocalAlbum Vol.3「デアエ・エクス・マキナ！」                                | 与那国緋花里（下地紫野）、阿岐留カミラ（若井友希） | 「こんなに素晴らしい世界で」 | ゲーム『ワールドダイスター 夢のステラリウム』関連曲                                            |
| 2024年11月13日 | プリパラ ソング♪コレクション Melody Moments!                                                                                   | Dressing Pafé | 「Breaking Bloom!!!」 「Stay Tuned」 | 『プリパラ』関連曲                                                                             |
| 2024年11月13日 | プリパラ ソング♪コレクション Melody Moments!                                                                                   | そふぃ（久保田未夢）、レオナ（若井友希）、ふわり（佐藤あずさ） | 「ぽわぽわ♡NURSE?」 | 『プリパラ』関連曲                                                                             |
| 2024年11月13日 | アイドルランドプリパラ ソング♪コレクション OPEN DREAM LAND!                                                                    | Dressing Pafé | 「My Way Star☆」 | Webアニメ『アイドルランドプリパラ』エンディングテーマ・挿入歌                                  |
| 2025年1月26日  | Worlds Dye Star | シリウス、銀河座、Eden、劇団電姫 | 「Worlds Dye Star」 | ゲーム『ワールドダイスター 夢のステラリウム』関連曲                                            |

### 楽曲提供
全て「友希」名義。
作詞・作曲
- 「赤城ゴーゴーアニマルパーク」「キラパーの歌」「My Secret heArtbeats」 - テレビアニメ『キラッとプリ☆チャン』劇中歌
- 「Dreamin' World」 - えのぐ
- 「Get to Act Life♡」 - ゲーム『ワールドダイスター 夢のステラリウム』使用曲

作曲
- 「HEY コットン」「チョコッティこちょハート」 - テレビアニメ『キラッとプリ☆チャン』劇中歌